# Luxemburg i olympiska sommarspelen 1952
Luxemburg deltog med 44 deltagare vid de olympiska sommarspelen 1952 i Helsingfors. De vann en guldmedalj och slutade på 27 plats i medaljligan.

## Medaljer

### Guld
- Josy Barthel - 1 500 meter